# Ducato di Livonia
Il Ducato di Livonia (in polacco Księstwo Inflanckie; in lituano Livonijos kunigaikštystė; in latino Ducatus Ultradunensis; in estone Üleväina-Liivimaa hertsogkond; in lettone Pārdaugavas hercogiste), talvolta indicato come Livonia polacca o Inflantia (Inflanty in polacco) fu il precursore della Livonia che appartenne alla Confederazione Polacco-Lituana. Dopo il Trattato di Oliva del 1660 la Livonia, che era un territorio della Confederazione Polacco-Lituana dal 1561, fu conquistato dall'Impero svedese nel secondo decennio del XVII secolo, nel corso delle guerre polacco-svedesi; la conquista fu completata nel 1629. Dopo il dominio svedese, il paese divenne conosciuto come Livonia Svedese, che fu formalmente riconosciuto col Trattato di Oliva nel 1660.

## Geografia antropica

### Suddivisioni amministrative
- Ducato di Curlandia e Semigallia (dal 1562 al 1791)
- Voivodato di Dorpat (dal 1598 al 1620)
- Voivodato di Livonia (dal 1620)
- Voivodato di Parnawa (dal 1598 al 1620)
- Voivodato di Wenden (dal 1598 al 1620)

Confederazione Polacco-Lituana, prowincja wielkopolska, małopolska, litewska, e Inflanty, 1635